# Statue-menhir des Arribats
La statue-menhir des Arribats est une statue-menhir appartenant au groupe rouergat découverte à Murat-sur-Vèbre, dans le département du Tarn en France.

## Généralités
Elle a été découverte en 1900 par M. Roque dans un champ. Des fouilles menées sur place par l'abbé Grimaud n'ont donné aucun résultat. La statue originale semble désormais perdue mais elle avait été décrite une première fois par l'abbé Hermet dès 1900, ce dernier en ayant de plus réalisé un cliché photographique. Elle est constituée d'une dalle en grès rouge permien de 1,05 m de hauteur sur 0,65 m de largeur et 0,20 m d'épaisseur,.

## Description
La statue est presque complète. Elle a été gravée sur une dalle de grès rouge permien uniquement sur sa face antérieure. Elle a fait l'objet de trois transformations successives l'ayant fait passer de l'état masculin à féminin, puis de nouveau à l'état masculin et enfin de nouveau à l'état féminin. Dans son état original, elle comportait deux yeux en forme de petites cupules, deux bras sans main et deux jambes avec pieds. Ses attributs se limitaient à un vêtement plissé fermé par une ceinture et à « l'objet » placé entre les deux extrémités des bras. Dans un second temps, elle a été féminisée par le rajout de deux seins et d'un collier, placés assez haut, près du visage. Dans un troisième temps,le sein droit a été réutilisé pour représenter l'anneau du fourreau et dans un quatrième temps un deuxième collier a été rajouté.
La localisation actuelle de la statue est inconnue.